# Союз-13
Союз-13 — пілотований космічний корабель серії «Союз». Випробування вдосконаленої модифікації корабля.

## Екіпаж
Примітка: перед стартом основний екіпаж Воробйов/Яздовський замінили дублерним Климук/Лебедев.
- Основний

Командир Климук Петро Ілліч
Бортінженер Лебедєв Валентин Віталійович
- Дублерний

Командир Воробйов Лев Васильович
Бортінженер Яздовський Валерій Олександрович
- Резервний

Командир Ковальонок Володимир Васильович
Бортінженер Пономарьов Юрій Анатолійович

## Політ
18 грудня 1973 року в 11:55:00 UTC з космодрому Байконур запущено КК «Союз-13» з екіпажем Климук, Лебедєв.
У цей час в космосі перебувала третя експедиція орбітальної станції Скайлеб — Скайлеб-4: Карр Джеральд Пол, Гібсон Едвард Джордж, Поуг Вільям Рід.
26 грудня в 08:50:35 UTC КК Союз-13 приземлився.
За 7 діб 20 годин 55 хвилин 35 секунд здійснено перевірку вдосконаленого корабля, астрофізичні спостереження і багатозональну фотозйомку Землі, для цього корабель мав сонячні батареї і астрофізичну камеру Оріон-2.